# Asmae Leghzaoui
Asmae Leghzaoui (née le 30 août 1976 à Fès) est une athlète marocaine, spécialiste des courses de fond. 

## Biographie
Elle se révèle lors de la saison 1999 en remportant la médaille de bronze du cross court par équipes des championnats du monde de cross à Belfast en Irlande du Nord.
En 2000, lors des Championnats d'Afrique d'Alger, elle remporte la médaille d'or du 5 000 mètres dans le temps de 15 min 43 s 46, devant les Éthiopiennes Meseret Defar et Merima Denboba.
Elle remporte la médaille d'or du 10 000 mètres et la médaille d'argent du 5 000 mètres lors des Jeux méditerranéens 2001, à Radès. Elle obtient deux médailles d'argent sur ces distances quatre ans plus tard aux Jeux méditerranéens 2005 d'Almería.
En 2003, elle est suspendue un an pour dopage.

### Palmarès
| Date | Compétition                    | Lieu    | Résultat | Épreuve                 | Performance    |
| ---- | ------------------------------ | ------- | -------- | ----------------------- | -------------- |
| 1999 | Championnats du monde de cross | Belfast | 3e       | Cross court par équipes |                |
| 2000 | Championnats d'Afrique         | Alger   | 1re      | 5 000 m                 | 15 min 43 s 46 |
| 2001 | Jeux méditerranéens            | Radès   | 1re      | 10 000 m                | 31 min 16 s 94 |
| 2001 | Jeux méditerranéens            | Radès   | 2e       | 5 000 m                 | 15 min 29 s 35 |
| 2005 | Jeux méditerranéens            | Almería | 2e       | 5 000 m                 | 15 min 23 s 30 |
| 2005 | Jeux méditerranéens            | Almería | 2e       | 10 000 m                | 32 min 59 s 24 |

### Records
| Épreuve  | Performance    | Lieu   | Date               |
| -------- | -------------- | ------ | ------------------ |
| 5 000 m  | 14 min 48 s 31 | Berlin | 1er septembre 2000 |
| 10 000 m | 31 min 16 s 94 | Tunis  | 12 septembre 2001  |